# Romans d'Isonzo
Romans d'Isonzo (en friülà, Romans dal Lusinç) és un municipi italià, dins de la província de Gorizia. L'any 2007 tenia 3.735 habitants. Limita amb els municipis de Gradisca d'Isonzo, Mariano del Friuli, Medea, San Vito al Torre (UD), Campolongo Tapogliano (UD) i Villesse.

## Administració
| Període | Identitat          | Partit        |
| ------- | ------------------ | ------------- |
| 2004-   | Alessandro Zanella | Llista Cívica |

## Personatges il·lustres
- Toni Bauzon, escriptor i poeta.